# Asteropterygion setiferum
Asteropterygion setiferum is een mosselkreeftjessoort uit de familie van de Cylindroleberididae. De wetenschappelijke naam van de soort is voor het eerst geldig gepubliceerd in 1974 door Kornicker & Caraion.